# Nan Snijders-Oomen
Anna Wijnanda Maria (Nan) Snijders-Oomen (Nijmegen, 20 december 1916 - Groningen, 18 oktober 1992) was een kinderpsychologe en ontwikkelaar van de Snijders-Oomen niet-verbale intelligentietests, bekend als de SON-test.

## Leven en werk
Snijders-Oomen ontwikkelde in 1943 de niet-verbale intelligentietest ten behoeve van het doveninstituut van Sint-Michielsgestel. In datzelfde jaar promoveerde zij te Nijmegen op de dissertatie Intelligentieonderzoek van doofstomme kinderen. Een nieuwe testschaal. Aan deze testen zou zij haar hele verdere professionele leven blijven werken, samen met haar man Jan Snijders, die van 1949-1980 hoogleraar psychologie was aan de Rijksuniversiteit Groningen. Later heeft zij zich als een van de eersten in Nederland beziggehouden met de problematiek van autisme.
Jan en Nan Snijders zijn de ouders van een dochter en twee zonen, onder wie hoogleraar statistiek Tom Snijders.